# Акулина Гречишница

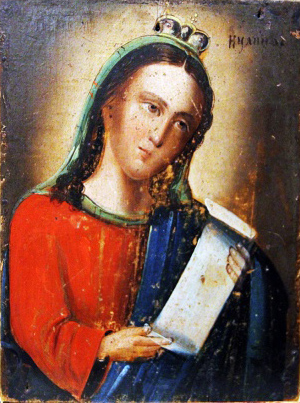
Св. Акулина. Русская икона конца XIX — начала XX века.

Акули́на Гречи́шница — день в народном календаре восточных славян, приходящийся на 13 июня (26 июня). Название происходит от имени святой Акилины. В народном сознании образ святой Акилины трансформировался в Акулину-гречишницу, покровительницу и пособницу урожая гречихи.

## Другие названия дня
рус. Акулина комарница, Акулины — чёрные гречихи, Акулины — задери хвосты, Акулина-Гречушница, Акулины-базы, Праздник каш, Бызы́, Акулина — кривые огурцы; бел. Акуліна-грачышніца; укр. День Килини.
Название дня происходит от имени святой Акилины, прозванную в народе Акулиной.

## Обряды и поверья
На Акулину-гречишницу было принято готовить мирскую кашу из «отсталой» (оставшейся от предыдущего урожая) гречи и угощать ею нищих, странников и кали́к. После угощения по традиции благодарили хозяев: «Спасибо вам, хозяин с хозяюшкой, со малыми детками и со всем честным родом — на хлебе, на соли, на богатой каше! Уроди, Боже, вам, православным, гречи без счёту! Без хлеба, да без каши — ни во что труды наши».
В степных краях за неделю до этого дня, или на неделю позже, сеяли гречиху.
В южных губерниях Российской империи гречиха к этому времени уже цвела; в Малороссии у хозяек был обычай срывать пучок гречихи, приносить домой и, заткнув за образа, оставлять до будущего года.
О перенесении гречихи на Русь сохранилась поэтическая сказка «Крупеничка».

## Скотоводческие приметы
Примерно с этого времени подмечали появление оводов[где?]. Более всего от насекомых страдали домашние животные. Коровы, спасаясь от мух, комаров, слепней, убегали из стада и, возвращаясь обратно в поселения, прятались под навесами крыш, в тени. Отсюда второе название дня — «Акулина — задери хвосты». Кусачая муха овод называлась «строка́», совершаемое скотом хлестание себя хвостом в защите от мух называлось «бызы» или «дрок, дроч». Поэтому пора с середины июня по третью неделю июля тоже называлась «бызы», и говорили, что в это время «у скота дрок, строка, бызы» или что «скот дрочится, строчится, бызиться».
В некоторых местах[где?] отправляя на пастбище скотину, селяне приговаривали: «Иди не одна, а с Власием. Господи, сохрани, помоги отпасти моих коровушек благополучно. Аминь».

## Поговорки и приметы
- На Акулину-гречишницу в ясную погоду сеют гречиху (гречу)[3].
- Мирская каша для нищей братии; праздник каш[3].
- На Акулину не работай, чтобы греча родилась (кур.)[3].
- Гречу сей либо за неделю до Акулины, либо неделею после[3].
- С этого дня начинает лютовать мошкара, комары, оводы, слепни, мухи; вздери (задери) хвосты, скот бегает по полю, задравши хвосты, бесится (строчится) от оводов, мух, комаров[3].